# Бат Сіті
ФК «Бат Сіті» (англ. Bath City Football Club) — англійський футбольний клуб із міста Бат, заснований у 1889 році. Виступає у Національній лізі Півдня. Домашні матчі приймає на стадіоні «Твертон Парк», потужністю 8 840 глядачів.